# Spiroglyptus lituellus
Spiroglyptus lituellus är en snäckart som beskrevs av Morch 1861. Spiroglyptus lituellus ingår i släktet Spiroglyptus och familjen Vermetidae. Inga underarter finns listade i Catalogue of Life.